# Carlos Bruch
Karl Bruch, más conocido como Carlos Bruch (Múnich, Reino de Baviera, 1 de abril de 1869; Vicente López (Buenos Aires), 3 de julio de 1943), fue un naturalista, entomólogo, profesor, dibujante, fotograbador y fototipista argentino.

## Biografía
Cursó sus estudios de enseñanza primaria en Múnich y de enseñanza media en Núremberg, aunque no los finalizó debido a que comenzó a trabajar junto a su padre Christian Bruch (1842-1905) en el taller de fotografía, fototipia y grabados que este tenía. En 1887 ambos fueron contratados por la Compañía Sudamericana de Billetes de Banco de Buenos Aires como fotograbadores y fototipistas, por lo cual vendieron el taller y viajaron rumbo a la Argentina. Carlos Bruch fue el primero en emplear la fototipia en este país. Un año después, el naturalista Francisco Pascasio Moreno, quien por entonces era director del Museo de La Plata, los contrató para que supervisaran la instalación de una imprenta en el departamento de publicaciones de la institución. Allí se imprimió por primera vez, en 1890, la revista del Museo de La Plata.
Desde muy joven Bruch tuvo interés por los insectos y las plantas aunque sin formación académica, sin embargo tuvo la oportunidad de conocer al zoólogo alemán Carlos Berg, por entonces director del Museo Argentino de Ciencias Naturales, que tuvo una fuerte influencia en su formación entomológica, además de la guía que le proporcionó el perito Moreno. Colaboró con el entomólogo Ángel Gallardo en el estudio de la familia Formicidae. También se dedicó al estudio de la arqueología y la antropología del país; en coautoría con el arqueólogo y antropólogo Félix Faustino Outes publicó Los aborígenes argentinos, una síntesis del estado del conocimiento de los pueblos indígenas, libro ilustrado con 146 grabados y adaptado a los programas de las escuelas de enseñanza primaria y secundaria.  
En 1895 donó al Museo su colección de 50 000 ejemplares de insectos que había comenzado a colectar en Alemania y continuó en Argentina, en numerosas expediciones científicas por varias regiones de este país (las sierras de Córdoba, San Luis, Tandil y Ventania, el Gran Chaco, y las provincias de Catamarca, Jujuy, Salta, Tucumán, Misiones, Neuquén y Río Negro) y por Paraguay. No solo se dedicó a colectar insectos sino también otras clases de invertebrados, y sus notas incluyeron diversas áreas, además de entomología, como la ornitología, la arqueología y la etnografía. 
Entre los muchos viajes de exploración que realizó está el que llevó a cabo junto al etnólogo Roberto Lehmann Nitsche a los ingenios azucareros La Esperanza y Ledesma en la provincia de Jujuy con el objetivo de realizar una investigación antropológica sobre los aborígenes argentinos que trabajaban en la zafra. Estudiaron, midieron, fotografiaron y realizaron fonograbaciones a ciento sesenta individuos de diferentes pueblos indígenas: chiriguanos, chorotes, matacos y tobas, puros y mestizos. Los resultados se publicaron en 1907 en la revista del Museo de La Plata con el título Estudios antropológicos sobre Chiriguanos, Chorotes, Matacos y Tobas (Chaco Occidental). Esta investigación científica tuvo repercusión en los medios gráficos de la época, como el diario La Nación, el periódico en idioma alemán Deutsche La Plata Zeitung y el semanario Caras y Caretas.
Describió más de cuarenta géneros y alrededor de 180 especies nuevas.
En 1896 fue nombrado Encargado Honorario de la Subsección de Entomología del Instituto después de haber trabajado ad honorem durante un tiempo. Cuatro años después ocupó el cargo de jefe de la sección Zoología, luego del retiro de Fernando Lahille. Cuando el Museo fue incorporado a la Universidad Nacional de La Plata fue nombrado profesor de Zoología y más adelante profesor de Entomología y Zoogeografía; al mismo tiempo dictaba un curso de fotografía aplicada a las ciencias naturales. En esa época optó por la nacionalidad argentina.
La Facultad de Ciencias Naturales y Museo de la UNLP, en la 
división Zoología - Invertebrados, sección aracnología y miriapodología, cuenta con colecciones que se crearon con los aportes del doctor Max Birabén y Carlos Brunch en las primeras décadas del siglo XX. Otras de sus colecciones de insectos se encuentran preservadas en el Museo Argentino de Ciencias Naturales Bernardino Rivadavia.

## Honores y membresías
- Doctor honoris causa en Ciencias Naturales otorgado por la Universidad Nacional de La Plata en 1915.
- Miembro de la Academia Nacional de Córdoba en 1922.[4]
- Socio honorario de la Sociedad Argentina de Ciencias Naturales en 1923.
- Miembro de la Academia Chilena de Ciencias Naturales en 1926.
- Benefactor del Museo Nacional de Historia Natural Bernardino Rivadavia en 1926.
- Socio correspondiente de la Sociedad Científica Argentina en 1928.
- Miembro de honor de la Sociedad Científica de Chile en 1929.
- Por la Sociedad Entomológica de España: diploma de honor en 1929, socio vitalicio en 1930 y presidente honorario en 1933.
- Premio Francisco P. Moreno, otorgado por el Consejo Académico del Instituto del Museo en 1931.
- Ya jubilado, fue nombrado Académico honorario y Jefe honorario del Departamento de Zoología del Museo de La Plata.

Gran número de especies, variedades, géneros y familias fue nombrada en su honor; 380 nombres entre  Coleoptera, Hymenoptera, Neuroptera, Diptera, Hemiptera, Arachnida, incluso un mamífero y un molusco. El micólogo y botánico  Carlos Luis Spegazzini nombró veintiocho especies de hongos en su honor.

## Publicaciones
La primera publicación que hizo fue sobre arqueología, redactado a partir de un viaje de exploración que hizo como acompañante del geólogo suizo Leo Wehrli a las zonas del lago Nahuel Huapi y el río Limay en 1901, y antes de su primera contribución entomológica, Metamorfosis y biología de coleópteros argentinos en 1907, publicó otros textos relacionados con la misma área. Seguidamente publicó más de un centenar de trabajos relacionados con los órdenes Coleoptera, Diptera, Neuroptera, Lepidoptera e Himenóptera, principalmente de la familia Formicidae.
Fue autor de los primeros catálogos sistemáticos de coleópteros y hormigas de la Argentina.
Algunos de sus trabajos:
- La piedra pintada del arroyo Vaca Mala y las esculturas de la cueva de Junín de los Andes (Territorio del Neuquén). Revista del Museo de La Plata, v. 10, 1902.
- Descripción de algunos sepulcros calchaquís resultado de las excavaciones efectuadas en Hualfin (provincia de Catamarca). Revista del Museo de La Plata, v. 11, 1904.
- La piedra pintada del Manzanito (territorio del Río Negro). Revista del Museo de La Plata, v. 11, 1904.
- Enumeración de una colección de aves de las provincias de Salta y Jujuy y descripción de un nuevo tiránido (Muscisaxicola morenoi). Revista del Museo de La Plata, v. 11, 1904.
- Metamorfosis y biología de coleópteros argentinos. Revista del Museo de La Plata, v. 14, 1907.
- Longicornios argentinos nuevos o poco conocidos. Revista del Museo de La Plata, v. 15, 1908.
- Los aborígenes argentinos. En coautoría con Félix Outes. 1910.
- Catálogo sistemático de los coleópteros de la República Argentina. Pars. 4, Familias Lucanidae, Scarabaeidae (Coprini-Cetonini) Passalidae. Buenos Aires: Universidad Nacional de la Plata, 1911.
- Catálogo sistemático de los coleópteros de la República Argentina. 1911.
- Apuntes sobre antropometría de cuatro naturales del noroeste Argentino. 1911.
- Algunos coleópteros de la Tierra del Fuego, en Resultados de la Primera Expedición a Tierra del Fuego (1921). 1921.

## Lectura complementaria
- Lanteri, Analía A.; Martínez, Alejandro (diciembre de 2012). «Carlos Bruch: pionero de los estudios entomológicos en la Argentina». Revista de la Sociedad Entomológica Argentina. Vol. 71 n 3-4. Mendoza.
- «La División Zoología Invertebrados administra las colecciones de invertebrados». Consultado el 31 de enero de 2019.
- Ares, Fabio (2018). «Taller de Publicaciones del Museo de La Plata (1889-1905)». En torno a la imprenta de Buenos Aires (1780-1940). pp. 286-287-288. Consultado el 31 de enero de 2019.

- Datos: Q21394001
- Especies: Carlos Bruch